# 1954 în informatică
- 1953 în informatică — 1954 în informatică — 1955 în informatică

1954 în informatică a însemnat o serie de evenimente noi notabile:

## Decese
- 7 iunie: Alan Turing (n.  1912), matematician, logician, criptanalist și informatician britanic. Considerat a fi părintele informaticii moderne. Cu mașina Turing, el a adus o formalizare a conceptului de algoritm și calcul.